# Duben 2005
1. dubna – pátek
- Zdravotní stav papeže Jana Pavla II. se v noci na dnešek výrazně zhoršil v důsledku zánětu močových cest. Papež trpěl vysokými horečkami a selhává mu srdce. Obdržel již svátost nemocných. Večer se papežův stav dále zhoršil, podle informací Vatikánu mu selhávaly ledviny a klesal tlak. Po celém světě se v kostelích shromáždili katolíci i křesťané jiných vyznání k modlitbám za Jana Pavla II. Tisíce lidí přišly rovněž na Svatopetrské náměstí v Římě.
- Česká Poslanecká sněmovna neschválila návrh ODS na vyslovení nedůvěry vládě. Pro návrh se ve jmenovitém hlasování vyslovili poslanci ODS a KDU-ČSL (včetně stávajících ministrů za tuto stranu), proti návrhu hlasovali poslanci ČSSD a většina klubu US-DEU. Tři poslanci z US-DEU a všichni poslanci KSČM se hlasování zdrželi, což má z hlediska výsledku hlasování stejný význam, jako kdyby hlasovali proti návrhu. 78 poslanců tedy hlasovalo pro návrh, 76 proti a 44 se zdrželo, 2 poslanci se hlasování ze zdravotních důvodů nezúčastnili.
- Někteří čeští ministři hodlají v reakci na výsledek hlasování o důvěře vládě podat demisi. Již 2. dubna tak hodlá učinit Vladimír Mlynář za US-DEU, o demisi uvažuje ministr spravedlnosti Jaroslav Bureš (nestraník za ČSSD).
- US-DEU se večer rozhodla, že bude požadovat demisi celé vlády. Pokud to ČSSD odmítne, podají demisi i dva zbývající ministři za tuto stranu: Pavel Němec a Karel Kühnl.
- Senátor za Stranu zelených Jaromír Štětina sdělil serveru Novinky.cz, že iniciátoři petice „Zrušme komunisty“ hodlají v reakci na výsledek hlasování o důvěře vládě „podávat trestní oznámení na komunisty, kvůli porušení trestního zákoníku, který zakazuje propagaci hnutí vyzývající k třídnímu násilí“.
- Při střetech mezi povstalci, vládními a americkými silami v Iráku byla zabita řada osob. Mezi oběťmi různé zprávy uvádějí jednoho iráckého vysokého policejního důstojníka, jednoho další policistu, dva vládní vojáky, tři americké vojáky, pět povstalců a větší množství civilistů. Povstalci údajně také střelbou poškodili minaret Malvíja ve městě Sámarrá, ve kterém předtím měli stanoviště ostřelovači amerických okupačních sil. Z nejasných příčin se zřítil americký bezpilotní letoun Predator.

2. dubna – sobota
- Papež Jan Pavel II. ve 21:37 SELČ zemřel.
- Český ministr informatiky Vladimír Mlynář (US-DEU) podal demisi.
- Při útoku několika desítek povstalců na americkou armádou spravovanou věznici Abú Ghrajb v Bagdádu bylo zraněno 44 amerických vojáků a 12 iráckých vězňů. Během asi 40 minut trvající bitvy na americké pozice zaútočily i dva automobily naložené výbušninami a řízené sebevražednými útočníky. K útoku se přihlásila skupina vedená Jordáncem Abú Musab az-Zarkávím, která má na svědomí řadu únosů a vražd rukojmích a útoků na vojenské i civilní cíle v Iráku.

3. dubna – neděle
- Předsedou iráckého parlamentu byl zvolen sunnita Hášim Hasaní, který v prozatímní vládě dosazené USA zastával post ministra průmyslu a nerostných zdrojů. Sunnité mají v parlamentu jen 17 mandátů vzhledem k tomu, že volby, které proběhly 31. ledna, většinou bojkotovali.
- Kyrgyzský prezident Askar Akajev, který po převratu z 24. března získal politický azyl v Rusku, podepsal v Moskvě dokument o své demisi. Učinil tak na základě jednání s delegací kyrgyzského parlamentu.
- Zvláštní vyslanec OSN Terje Roed-Larsen oznámil po jednání se syrským prezidentem Bašárem al-Asadem a syrským ministrem zahraničí Farúkem Šará, že Sýrie ukončí svoji vojenskou přítomnost v Libanonu do 30. dubna tohoto roku.
- Místopředseda české vlády pro ekonomiku Martin Jahn chce, aby vláda požádala sněmovnu o vyslovení důvěry, v opačném případě hodlá podat demisi.
- Předseda české vlády Stanislav Gross ustoupil požadavku prezidenta Václava Klause a některých ministrů a požádá Poslaneckou sněmovnu o vyslovení důvěry své vládě. Gross žádá Klause, aby co nejrychleji odvolal ministry, kteří podali demisi, a jmenoval nové.

4. dubna – pondělí
- Rakouská krajně pravicová strana FPÖ, která je součástí rakouské vládní koalice, se rozštěpila. Její předsedkyně Ursula Haubnerová rezignovala na svou funkci a oznámila založení nové strany, Svazu pro budoucnost Rakouska (BZÖ). Předsedou Svazu má být bratr Haubnerové, bývalý předseda FPÖ a současný korutanský hejtman Jörg Haider.
- Strana „Vpřed, Itálie“ italského premiéra Silvia Berlusconiho utrpěla velkou porážku v krajských volbách, když ve prospěch levice ztratila 6 krajů z 8, ve kterých dosud vládla. Celkem se volby konaly ve 13 krajích z 20.
- USA a Velká Británie odmítly zprávu experta OSN Jeana Zieglera o vzrůstu podílu hladovějících dětí v Iráku od pádu vlády Saddáma Husajna. Ziegler ve zprávě, která byla předložena Komisi OSN pro lidská práva 31. března, tvrdí, že podíl hladovějících dětí vzrostl ze 4 % na 7,7 %. Podle britské vlády podíl podvyživených dětí naopak klesl z 17,3 na 11,7 %.
- Americký prezident George Bush vyjádřil pochopení pro stažení 1600 ukrajinských vojáků z Iráku. Na společné tiskové konferenci s ukrajinským prezidentem Viktorem Juščenkem v Bílém domě řekl, že plně chápe, že Juščenko plní svůj předvolební slib. Juščenko naopak slíbil, že se Ukrajina bude podílet na výcviku iráckých bezpečnostních sil.

5. dubna – úterý
- Podle saúdskoarabského ministerstva vnitra bezpečnostní složky během třídenní bitvy v oblasti severně od Rijádu zabily 18 islamistických militantů a tři další zatknout. Mezi zabitými jsou údajně i dva vysoce postavení představitelé organizace al-Káida.
- Japonská vláda schválila text sporné učebnice historie, která podle států napadených Japonskem během druhé světové války zamlčuje japonské válečné zločiny.

6. dubna – středa
- Irácký parlament zvolil prezidentem Kurda Džalála Talabáního. Talábání je předsedou Vlastenecké unie Kurdistánu (PUK) a je považován za stoupence americké politiky vůči Iráku. Dosavadní prezident Ghazí Adžil Javar, který je Arab sunnitského vyznání, se stal viceprezidentem spolu s šíitou Ádilem Abdalem Mahdím.
- Česká vláda přerušila jednání o návrhu Unie svobody na podání demise celé vlády. V projednávání tohoto bodu má pokračovat za týden. Ministr spravedlnosti Jaroslav Bureš (nestraník nominovaný ČSSD) následně podal demisi.
- Česká vláda rozhodla, že prodá 51 procent akcií Českého Telecomu za 82,6 miliardy korun španělské firmě Telefónica.
- Italský parlament schválil ratifikaci Ústavy Evropské unie.
- V Afghánistánu se zřejmě v důsledku špatného počasí zřítil americký vojenský vrtulník. Při nehodě zahynulo 18 amerických vojáků.

7. dubna – čtvrtek
- Včera zvolený irácký prezident Džalál Talabání jmenoval novým předsedou irácké vlády šiítu Ibráhíma Džaafarího. Džaafarí má nyní měsíc na sestavení vlády.
- V historickém centru egyptské Káhiry se odpálil sebevražedný útočník opásaný výbušninami. Výbuch kromě útočníka zabil dva turisty – Američana a Francouzku; další zraněný francouzský turista později zemřel při převozu do vlasti. 18 osob bylo zraněno. Útok byl podle egyptské policie dílem skupiny islámských extremistů.
- Po téměř 60 letech bylo obnoveno autobusové spojení mezi indickou a pákistánskou částí Kašmíru. Autobusová linka se na Indií kontrolovaném území ihned stala terčem útoku separatistů, autobus však nebyl zasažen.
- Český premiér Stanislav Gross (ČSSD) po jednání předsednictva ČSSD oznámil, že by se mohl vzdát funkce předsedy vlády výměnou za pokračování bývalé koalice ČSSD – KDU-ČSL – US-DEU pod jiným sociálnědemokratickým premiérem.
- Předseda KSČM Miroslav Grebeníček prohlásil, že KSČM je ochotna hlasovat pro důvěru vládě Stanislava Grosse pouze v případě, že vláda spojí hlasování o důvěře s takovým zákonem o majetkových přiznáních, který by měl retroaktivní platnost od roku 1990.
- Nezávislí senátoři Martin Mejstřík a Jaromír Štětina v doprovodu předsedy Strany zelených Jana Beránka podali na policii trestní oznámení na neznámé pachatele, kteří podle nich v komunistickém časopise Mladá pravda šíří třídní zášť.

8. dubna – pátek
- Papež Jan Pavel II. byl pohřben v bazilice svatého Petra ve Vatikánu. Pohřbu se zúčastnily statisíce věřících a několik desítek prezidentů a předsedů vlád.
- Neznámí pachatelé zastřelili v Bagdádu tři šiítské duchovní. O život přišel při jiném incidentu americký voják, kterého v oblasti asi 240 km severně od Bagdádu zabila nastražená puma.

9. dubna – sobota
- Ústřední výkonný výbor ČSSD schválil návrh Stanislava Grosse na vytvoření nové vlády, kterou by ve Sněmovně podpořili poslanci stran bývalé vládní koalice. ČSSD, KDU-ČSL a US-DEU by podle návrhu měly uzavřít „jednorázovou smlouvu“ o vyslovení důvěry této vládě, v níž by nebyli zastoupeni čelní představitelé žádné koaliční strany. V případě dosažení dohody o této variantě hodlá Stanislav Gross podat demisi na funkci předsedy vlády. Novým předsedou vlády by mohl být diplomat Jan Kohout, který je členem ČSSD.
- Při příležitosti druhého výročí pádu režimu Saddáma Husajna v Iráku proběhla v Bagdádu demonstrace desetitisíců stoupenců šíitského duchovního Muktady Sadra. Demonstranti podle agentury AFP skandují „ne ne Americe, ne ne okupaci“. K účasti na této demonstraci vyzvali své věřící i sunnitští duchovní. Cestou na demonstraci byli neznámými útočníky zastřeleni dva Sadrovi spolupracovníci.
- Při pumovém útoku na vládní vojenský konvoj v oblasti asi 40 km jižně od Bagdádu bylo zabito 15 vojáků a několik dalších zraněno. V městě Hadísa v západním Iráku byl povstalci zabit tamní policejní velitel. V Bagdádu byl večer unesen pákistánský konzul Málik Muhammada Javed. Únosci se později ozvali pákistánskému velvyslanectví s požadavekm na zaplacení výkupného.
- Izraelská okupační armáda zabila tři neozbrojené palestinské chlapce ve věku 14 až 15 let, kteří hráli fotbal u uprchlického tábora v Rafahu v jižní části Izraelem okupovaného Pásma Gazy. Podle izraelského deníku Haaretz reagovalo palestinské hnutí odporu vypálením nejméně 25 minometných střel na stanoviště izraelských okupačních sil a na židovské osady na okupovaném území. Palestinský prezident Mahmúd Abbás vraždu chlapců označil za porušení izraelsko-palestinského příměří. Podle verze izraelské armády chlapci vstoupili do „zakázané zóny“ a nereagovali na varovné výstřely. Nejmenovaný vysoce postavený důstojník izraelské armády řekl Haaretzu, že chlapci byli pašeráci zbraní.
- Před japonským velvyslanectvím v Pekingu demonstrovalo asi 10 000 lidí proti kontroverzní učebnici dějepisu, kterou 5. dubna schválila japonská vláda. Demonstranti rozbili okna velvyslanectví a napadli i japonskou restauraci.
- Na radnici ve Windsoru byli oddáni britský princ Charles a Camilla Parker Bowlesová.

10. dubna – neděle
- Druhý den pokračují v Číně protijaponské demonstrace. Poté, co několikatisícový dav napadl 9. dubna kameny japonské velvyslanectví v Pekingu, rozšířily se protesty i do dalších měst jako Kanton a Šen-čen. Pobouření čínské veřejnosti bylo vyvoláno rozhodnutím japonské vlády schválit novou učebnici dějepisu, pomíjející válečné zločiny japonských vojsk za druhé světové války. Japonský velvyslanec v Číně vyzval čínskou vládu, aby zajistila bezpečnost velvyslanectví i japonských občanů a zájmů v Číně. Čínská vláda slíbila, že zabrání dalším incidentům a vyzvala demonstranty ke klidu.
- Izraelské policii se podařilo zabránit srážkám mezi Palestinci a izraelskými stoupenci krajní pravice, které hrozily poté, co se židovští nacionalisté chystali na Chrámové hoře modlit za odvrácení odsunu Izraele z jím okupovaného Pásma Gazy. Policie zabránila v přístupu na Chrámovou horu jak židovským nacionalistům, tak Palestincům mladším než 40 let.
- Mistrem české extraligy ledního hokeje se stalo mužstvo HC Moeller Pardubice, které ve finálové sérii play-off porazilo mužstvo HC Hamé Zlín 4:0 na zápasy.

11. dubna – pondělí
- Americký prezident George W. Bush vyzval při setkání ve Washingtonu izraelského premiéra Ariela Šarona ke zrušení plánů na rozšiřování izraelských osad na okupovaném Západním břehu Jordánu. Bush ale současné prohlásil, že je nerealistické, aby konečné mírové řešení na Blízkém východě znamenalo návrat Izraele do hranic z roku 1949.
- Bezpilotní průzkumné letadlo libanonského hnutí Hizballáh přeletělo nad územím severního Izraele a vrátilo se na základnu v Libanonu. Letadlo vniklo do izraelského vzdušného prostoru poté, co izraelské stíhačky narušily libanonský vzdušný prostor. Izraelská armáda na incident reagovala vysláním dalších letadel nad jižní Libanon.
- První společná izraelsko-palestinská rozhlasová stanice „Hlas míru“ zahájila vysílání ze studia v Izraelem okupovaném Východním Jeruzalémě. Stanici založili izraelští a palestinští míroví aktivisté.
- Podle iráckého prezidenta Džalála Talabáního bude odchod americké armády z Iráku možný nejdříve za dva roky. Talabání tak odmítl požadavky desítek tisíc šiítských demonstrantů, kteří 10. dubna demonstrovaly v Bagdádu za ukončení americké okupace. Iniciátora demonstrace, šiítského duchovního Muktadu Sadra, označil irácký prezident za zločince a vyzval k jeho zatčení.
- V Iráku byl unesen americký podnikatel, pracující na stavbě v Bagdádu.
- Při zřícení devítipatrové textilní továrny v Bangladéši zahynulo nejméně 73 lidí.

12. dubna – úterý
- Polská vláda oznámila, že do konce roku 2005 stáhne svých 1700 vojáků z Iráku. Ministr obrany však připustil, že by Polsko mohlo svou misi při okupaci Iráku prodloužit, pokud by Rada bezpečnosti OSN schválila v této věci další rezoluci či pokud by o to požádala irácká vláda.
- Americký ministr obrany Donald Rumsfeld při neočekávané návštěvě Bagdádu vyzval nové vedení země, v němž převažují šiíté, aby se nepouštělo do čistek ve vládních úřadech a zejména v bezpečnostním aparátu. Novinářům řekl, že se obává, že šiíté „začnou dělat pořádek“.
- Americké okupační síly v Iráku uvedly, že při operaci proti povstalcům u hranic se Sýrií zabili devět ozbrojenců.
- Evropská komise schválila České republice na období let 2005 až 2007 strop emisí oxidu uhličitého ve výši 97,6 milionu tun ročně. Je to o necelých 10 milionů tun méně, než česká vláda původně požadovala. Povolenky, které ve schválené výši obdrží 436 českých podniků, jsou obchodovatelné v rámci Evropské unie.
- Světová zdravotnická organizace vyzvala téměř 5000 laboratoří v 18 zemích světa, aby zničily vzorky smrtícího viru chřipky, který jim byl omylem rozeslán v rámci běžné testovací procedury schopnosti laboratoří identifikovat viry. Vzorky, které rozeslala americká firma, byly zaslány hlavně americkým laboratořím, ale i 75 laboratořím v jiných zemích.
- Na Technické univerzitě v Barceloně ve Španělsku byl poprvé spuštěn nejvýkonnější evropský supercomputer MareNostrum (v současnosti čtvrtý nejvýkonnější na světě).

13. dubna – středa
- Evropský parlament doporučil členským států Evropské unie podepsat 25. dubna smlouvu o vstupu Rumunska a Bulharska do Evropské unie. Pro vstup Bulharska hlasovalo 522 poslanců z celkového počtu 732, 70 bylo proti a 69 se zdrželo hlasování. V případě Rumunska bylo pro pouze 497 poslanců, proti 93 a zdrželo se 71.
- Prezident srbské provincie Kosovo Ibrahim Rugova odmítl přímá jednání se Srbskem o budoucnosti Kosova, ke kterým ho 12. dubna vyzval srbský prezident Boris Tadić. Rugovův poradce Muhamet Hamiti řekl, že se případných mezinárodních jednání „o nezávislosti Kosova“ bude moci zúčastnit „sousední země“ (jak kosovští separatisté označují Srbsko), ale „ne s právem veta“.
- Designovaný libanonský premiér Umar Karámí podal demisi, protože se mu nepodařilo sestavit vládu. Karámí, který patří k prosyrským politikům, byl opozicí obviněn, že sestavení vlády záměrně protahoval, aby znemožnil uspořádání parlamentních voleb během května. Karámí, jehož demisi prezident Emil Lahúd přijal, však trvá na tom, že termín voleb ohrožen není.
- Při výbuchu bomby nastražené iráckými povstalci severně od Kirkúku bylo zabito 12 příslušníků ochranky ropovodu, kteří se snažili zneškodnit falešnou bombu položenou poblíž. V Bagdádu povstalci několikrát zaútočili na americké konvoje a zničili několik vozidel.
- Afghánský prezident Hamid Karzáí po setkání s americkým ministrem obrany Donaldem Rumsfeldem v Kábulu uvedl, že „afghánský lid“ chce s USA dlouhodobě spolupracovat, a to zejména v bezpečnostních otázkách. Karzáí ani Rumsfeld neodpověděli na otázku, zda USA hodlají v Afghánistánu vybudovat vojenskou základnu.
- Ve Velké Británii byl na 17 let vězení odsouzen Alžířan Kamel Bourgasse, kterého soud uznal vinným z účasti na teroristickém spiknutí. Podle obžaloby měl Bourgasse v úmyslu potírat prudce jedovatým ricinem kliky veřejných místností. Odsouzený, který svou vinu dále popírá, údajně prošel výcvikem na základně v Afghánistánu řízené Usámou bin Ládinem.

14. dubna – čtvrtek
- Vyjednavači stran bývalé české vládní koalice (ČSSD, KDU-ČSL a US-DEU) se v časných ranních hodinách shodli na vytvoření nové vlády, dohoda se však zhroutila poté, co ji v podvečer odmítlo předsednictvo i poslanecký klub ČSSD. Předseda ČSSD Stanislav Gross, který se jednání o nové vládě rovněž zúčastnil a který mezitím o dosažení dohody informoval prezidenta Václava Klause, dohodu rovněž odmítl a vyzval KDU-ČSL a Unii svobody k novým jednáním. Celostátní výbor KDU-ČSL dohodu naopak schválil a vyzval ČSSD k plnění původní dohody.
- Ministři Karel Kühnl a Pavel Němec (US-DEU) podali večer demise.
- V Bagdádu došlo k dvojitému sebevražednému útoku automobilů naložených výbušninami na opevněnou budovu ministerstva vnitra. Útok si vyžádal nejméně 18 mrtvých a 36 zraněných. K zodpovědnosti za útok se přihlásila skupina Jordánce Abú Musab az-Zarkávího, napojená na organizaci al-Káida. Podle kameramana agentury Reuters jsou mezi oběťmi útoku i děti. Při jiném útoku byl na předměstí Bagdádu zabit důstojník irácké zpravodajské služby a v Kirkúku byli povstalci zabiti čtyři vládní policisté a jeden civilista. Irácká armáda uvedla, že zatkla 27 „islámských extremistů“ ve městě Bakuba.
- Generální tajemník OSN Kofi Annan uvedl, že bývalá irácká vláda Saddáma Husajna získala většinu nelegálních peněz z prodeje ropy díky pašování a ne v důsledku korupce v programu OSN Ropa za potraviny. USA a Velké Británie podle Annana tolerovaly pašování irácké ropy do Turecka a Jordánska. Britská vláda Annanova obvinění odmítla.
- Turecká armáda uvedla, že při bojích s kurdskými separatisty zabila 21 Kurdů; sama prý ztratila jen 3 vojáky.
- Nepálská armáda uvedla, že v horské oblasti na západě země zabila 60 maoistických vzbouřenců.
- Bývalý jugoslávský prezident Slobodan Miloševič odmítl osobně svědčit před Mezinárodním trestním tribunálem pro bývalou Jugoslávii (ICTY) v Haagu, kde je souzen pro údajné válečné zločiny během občanských válek na území bývalé Jugoslávie. Miloševič totiž odmítá přísahat před soudem, který považuje za nelegální.
- V palestinském uprchlickém táboře u Náblusu na Západním břehu Jordánu zastřelili izraelští okupační vojáci místního vůdce Brigád mučedníků od Al-Aksá. Podle verze izraelské armády se muž střelbou bránil zatčení, podle očitých svědků na něj vojáci začali střílet bezdůvodně.
- Nový ředitel NASA Michael Griffin se ujal své funkce, v níž vystřídal Seana O'Keefa.

15. dubna – pátek
- Hrad Pernštejn na pomezí Jihomoravského kraje a Kraje Vysočina zachvátil ráno z dosud neznámých příčin požár. Hasičům se požár budovy, v níž byl umístěn depozitář, podařilo po několika hodinách uhasit, ale škody na budově a sbírkách se odhadují na 100 milionů korun.
- Libanonský prezident Emil Lahúd pověřil sestavením nové vlády umírněného prosyrského politika Nadžíba Míkátího.
- Z kosmodromu Bajkonur odstartovala ruská kosmická loď Sojuz TMA-6. Na její palubě jsou Rus Sergej Krikaljov a Američan John Phillips, kteří vystřídají současnou posádku na ISS. Třetím kosmonautem je Ital Roberto Vittori.

16. dubna – sobota
- Do Indie přicestoval na dvoudenní návštěvu pákistánský prezident Parvíz Mušaraf. Během jeho schůzek s indickými představiteli bylo uzavřeno několik dohod, které mají zlepšit dopravní spojení mezi oběma zeměmi a snížit vojenskou přítomnost na sporných společných hranicích.
- Při minometné palbě iráckých povstalců na základnu amerických okupačních sil v městě Ramadí byli zabiti tři američtí vojáci a dalších sedm zraněno. Při výbuchu bomby v restauraci v Bákubě bylo zabito sedm lidí, z toho tři vládní policisté.
- Irácký ministr pro národní bezpečnost Kásim Dáud uvedl, že sunitští povstalci zadržují v městečku Madáín, které leží asi 40 kilometrů jihozápadně od Bagdádu, několik desítek šiítských rukojmí. Jiné zdroje udávají, že je tam zadržováno až 150 lidí. Povstalci, kteří měli rukojmí zajmout 15. dubna, prý požadují, aby šiíté z městečka odešli. Podle ministra zahájily irácké a americké síly operaci na jejich osvobození. Irácká pobočka organizace al-Káida však tvrdí, že tvrzení o rukojmích je lživé a že má posloužit jen jako záminka k útoku na Madáín.

17. dubna – neděle
- Prezidentem mezinárodně neuznávané tureckokyperské republiky na severu Kypru byl zvolen dosavadní premiér Mehmeta Aliho Talata. Talat, který je stoupencem opětovného sjednocení tureckokyperské a řeckokyperské části ostrova, porazil se ziskem 55,6 % hlasů odpůrce sjednocení Dervişe Eroglu. Ten získal pouze 22,7 % hlasů.
- Ruská kosmická loď Sojuz-TMA 6 s tříčlennou posádkou se na oběžné dráze kolem Země úspěšně spojila s Mezinárodní kosmickou stanicí (ISS).
- V Číně proběhly další velké protijaponské demonstrace, při nichž dav zaútočil na japonské konzuláty v několika městech. Protesty jsou reakcí na japonskou učebnici dějepisu, která podle Číny bagatelizuje japonské zločiny za druhé světové války. Čínský ministr zahraničí Li Čao-sing při jednáních v Pekingu sdělil japonskému ministrovi zahraničí Nobutakovi Mačimurovi, že se čínská vláda nemá v úmyslu za protijaponské protesty omlouvat.
- Nová rakouská pravicová strana Svaz pro budoucnost Rakouska (BZÖ) zvolila předsedou bývalého předsedu krajně pravicové strany Svobodných (FPÖ) Jörga Haidera.
- Irácká vláda oznámila, že její bezpečnostní síly zajaly významného vůdce povstalců Hášima Husajna Radhána Džabúrí, napojeného na přívržence svrženého prezidenta Saddáma Husajna. Džabúrí byl prý dopaden již 7. března.

18. dubna – pondělí
- V 16:30 zasedlo v Sixtinské kapli ve Vatikánu konkláve, aby zvolilo nástupce papeže Jana Pavla II. Účastní se ho 115 kardinálů z 52 zemí světa, mezi nimi i jeden český zástupce, kardinál Miloslav Vlk. Po asi dvou hodinách oznámil černý dým stoupající z komína nad kaplí, že při prvním hlasování papež zvolen nebyl. Konkláve bude pokračovat každý den až do zvolení papeže.
- Irácké vládní síly a americké okupační jednotky ovládly město Madáín, ve kterém mělo být sunnitskými povstalci zadržováno na 150 šiítských rukojmí. Žádní rukojmí však ve městě nebyli nalezeni. Vysoký činitel iráckého ministerstva obrany generál Adnan Thabít, který prohlásil zprávy o rukojmích za přehnané, byl krátce nato neznámými útočníky zavražděn ve svém bytě. Již dříve označily některé sunnitské odbojové skupiny zprávy o rukojmích za účelovou lež irácké vlády.
- Nový irácký prezident Džalál Talabání řekl BBC, že jako odpůrce trestu smrti by nepodepsal rozsudek smrti nad Saddámem Husajnem.
- Izraelský nejvyšší soud odmítl osm žalob proti zákonu o náhradách za majetek, o který přijdou izraelští osadníci odsunovaní z Pásma Gazy. Izraelská vláda tak může pokračovat v přípravách na stažení z tohoto okupovaného palestinského území.
- Kolumbijská vláda oznámila, že její ozbrojené síly zabily nejméně 16 povstalců, členů Revolučních ozbrojených sil Kolumbie (FARC). Padli také dva vládní vojáci.

19. dubna – úterý
- Konkláve kardinálů římskokatolické církve zvolila ve Vatikánu nového papeže. Stal se jím německý kardinál Joseph Ratzinger a přijal jméno Benedikt XVI.
- Místopředsedové KDU-ČSL Libor Ambrozek a Milan Šimonovský rezignovali na své stranické funkce. Podle lidovců má jít o vstřícný krok vůči ČSSD, která požaduje vznik vlády, v níž by nebyli zastoupeni přední straničtí funkcionáři. Později, zřejmě v očekávání své účasti v nové vládě, rezignoval na svou funkci místopředsedy KDU-ČSL i Cyril Svoboda, dosavadní ministr zahraničních věcí. Kandidaturu všech tří dosavadních lidoveckých ministrů do zamýšlené nové vlády schválil celostátní výbor KDU-ČSL.
- Předsednictvo ČSSD schválilo jako kandidáta na nového premiéra Jiřího Paroubka, který je v Grossově vládě ministrem pro místní rozvoj. Post předsedy vlády předtím odmítl diplomat Jan Kohout. Ten se měl stát premiérem již v rámci předchozí dohody mezi ČSSD, KDU-ČSL a US-DEU z 14. dubna; dohoda však tentýž den zkrachovala.
- Při několika útocích bylo v Iráku zabito nejméně 23 lidí a přes 60 zraněno. Sedm osob, z toho nejméně 2 vládní vojáci, zahynulo při útoku sebevraha na náborové středisko armády v Bagdádu. Pět vládních gardistů bylo zastřeleno u Bagdádu. Při dalších incidentech byli mj. zabiti i 3 další vojáci, 4 pracovníci ministerstva financí a vedoucí katedry germanistiky na Bagdádské univerzitě.
- USA předaly afghánským úřadům 17 Afghánců, které dosud zadržovaly na základně Guantánamo na Kubě. Na ní zůstává bez obvinění a bez nároku na právní ochranu vězněno přes 500 osob. které americká vláda označuje za „nepřátelské bojovníky“.
- Designovaný libanonský premiér Nadžíb Míkátí sestavil vládu, která má dovést zemi k parlamentním volbám v květnu tohoto roku. Vláda musí nyní získat důveru parlamentu.
- Ruská armáda v Čečensku oznámila, že v horách zničila velký opevněný tábor čečenských separatistů.

20. dubna – středa
- Po několik týdnů trvajících demonstracích obyvatelstva ekvádorský parlament poměrem hlasů 62:0 sesadil s funkce prezidenta republiky Lucia Gutiérreze, na jehož místo tak nastoupil dosavadní viceprezident Alfredo Palacio. Gutiérrez se uchýlil na brazilské velvyslanectví, kde bylo vyhověno jeho žádosti o azyl.
- Irácký prezident Džalál Talabání oznámil, že v minulých dnech byla v řece Tigris jižně od Bagdádu nalezena těla 57 osob, mužů, žen i dětí. Irácký prezident měl údajně prohlásit, že identita obětí i vrahů je známa a že jde o šiíty, které údajně před několika dny zajali sunnité v městě Madáín. Irácké policejní zdroje však uvádějí, že mnohá těla byla v pokročilém stádiu rozkladu a že byla nacházena během sedmi týdnů. K tvrzení Talabáního se zdrženlivě postavily i americké okupační síly, jejichž mluvčí uvedla, že ohledně celé záležitosti je „více toho, co nevíme, než toho, co víme“.
- Na stadionu v městě Haditha severozápadně od Bagdádu bylo nalezeno 19 těl, oblečených v civilních šatech. Podle iráckého ministerstva vnitra jde vládní vojáky, které zabili povstalci. Při přestřelkách s povstalci zahynuli další 4 vládní vojáci a pumový útok zabil i dva americké vojáky.
- Sebevražedný řidič automobilu naloženého výbušninami se večer neúspěšně pokusil zabít bývalého iráckého premiéra Ajáda Alávího. Při útoku, ke kterému se přihlásila irácká odbočka organizace al-Káida, zahynul jeden policista.
- Italský předseda vlády Silvio Berlusconi podal demisi a hodlá sestavit novou vládu. Jde o důsledek vládní krize, která vypukla po výrazné porážce italské vládní koalice v regionálních volbách, konaných 4. dubna. Koaliční partneři naléhali, aby Berlusconi vládu rekonstruoval.
- Palestinský parlament schválil nový volební zákon, který má umožnit konání parlamentních voleb 17. července.
- Při explozi továrny na výbušniny v areálu měděného dolu Chambishi v Zambii zahynulo nejméně 51 osob. Příčina katastrofy není známa.
- Na palubě letadla letícího z íránského ostrova Kiš v Perském zálivu vypukl při přistávání na teheránském letišti požár. Jeden chlapec zahynul a několik pasažérů bylo zraněno.

21. dubna – čtvrtek
- Poslanecká sněmovna španělského parlamentu poměrem hlasů 183:136 schválila zákon, umožňující párům stejného pohlaví uzavírat sňatky a adoptovat děti. Očekává se hladké přijetí i v Senátu.
- Severně od Bagdádu sestřelili povstalci komerční helikoptéru, na jejíž palubě byli tři bulharští členové posádky, šest amerických armádních dodavatelů a dva zřejmě filipínští členové ochranky. Helikoptéra patřila bulharské společnosti Heli Air a v pronájmu ji měla americká firma SkyLink. K sestřelení vrtulníku se přihlásila protivládní skupina Islámská armáda. Ta později zveřejnila video, na kterém ukazuje zastřelení pilota vrtulníku, který jako jediný havárii přežil.
- Členské státy Komise OSN pro lidská práva neschválily rezoluci navrženou Kubou, která měla vyzvat USA k umožnění nezávislého vyšetřování ohledně situace osob vězněných Spojenými státy bez obvinění na základně Guantánamo na Kubě. Pro rezoluci hlasovalo jen 8 zemí, 22 bylo proti a 23 se hlasování zdrželo.
- Izrael předal Jordánsku 7 z 18 Jordánců, které drží ve svých věznicích. Tento krok má zlepšit vztahy mezi oběma zeměmi.
- V Saúdské Arábii skončily historicky první volby do obecních zastupitelstev. Směli v nich hlasovat jen muži a volena byla pouze polovina zastupitelů (druhá je jmenována). Volby se konaly ve třech termínech v různých oblastech země; předchozí dvě kola proběhla 10. února a 3. března.

22. dubna – pátek
- Japonský premiér Džuničiró Koizumi se na summitu asijských a afrických zemích v Jakartě omluvil za „ohromné škody a utrpení“ způsobené v minulosti jiným zemím „japonskou koloniální nadvládou a agresí“. Projev má usmířit nedávné protijaponské pobouření v Číně. Navzdory nynějšímu politickému napětí jsou totiž obě země hospodářsky úzce propojené – roční objem vzájemného obchodu představuje 212 miliard dolarů.
- Při útoku sebevražedného atentátníka na šíitskou mešitu v Bagdádu zemřelo nejméně devět lidí; 26 dalších bylo zraněno. V severním Iráku bylo nalezeno 19 těl vládních vojáků, kteří byli před několika dny uneseni při cestě minibusem. Jiní dva vojáci byli u Bagdádu zabiti při výbuchu pumy. V Mosulu zahynul jeden americký voják při výbuchu nastražené nálože. V témže městě byl zastřelen ředitel tamní věznice, v níž jsou vězněni i zadržení povstalci.
- V Madridu začal soud s 24 údajnými členy organizace al-Káida. Mezi obžalovanými je i zpravodaj arabskojazyčné televize Al-Džazíra Taysir Alony.
- Srbská vláda oznámila, že bývalý náčelník generálního štábu jugoslávské armády Nebojša Pavković se hodlá vydat Mezinárodnímu trestnímu tribunálu pro bývalou Jugoslávii (ICTY). Pavkovič je u tribunálu obviněn z válečných zločinů při boji proti kosovským separatistům v letech 1998–1999.
- Americký Senát schválil bývalého velvyslance v Iráku Johna Negroponteho do nově zřízené funkce ředitele amerických zpravodajských služeb. V této funkci má koordinovat činnost 15 zpravodajských služeb.

23. dubna – sobota
- Ústřední výkonný výbor ČSSD schválil dohody mezi ČSSD, KDU-ČSL a US-DEU na vystřídání předsedy české vlády Stanislava Grosse dosavadním ministrem pro místní rozvoj Jiřím Paroubkem (oba ČSSD).
- Při různých útocích v Iráku zahynulo nejméně 60 osob. Je mezi nimi nejméně 11 vládních vojáků a jeden příslušník amerických okupačních sil. V přestřelce mezi americkými vojáky a povstalci v Mosulu byl zastřelen i zpravodaj agentury Associated Press.
- Vyšetřovací komise americké armády zprostila bývalého vrchního velitele vojsk USA v Iráku, generálporučíka Ricardo Sanchez, viny za mučení vězňů ve věznici Abú Ghrajb v Bagdádu. Kromě něj byli zproštěni zodpovědnosti i tři další vysocí důstojníci. Jediným důstojníkem, který se měl dopustit porušení předpisů, je bývalá brigádní generálka vojenské policie Janis Karpinská. Ta tvrdí, že je obětním beránkem, na kterého má být svalena vina za celý skandál.
- Na západě srbské provincie Kosovo byl objeven masový hrob s těly 21 lidí „nealbánské národnosti“. V Kosovu je po občanské válce z let 1998–1999 dosud pohřešováno asi 500 Srbů, několik stovek Albánců a asi 200 příslušníků dalších národností
- Dosavadní italský premiér Silvio Berlusconi, který 20. dubna podal demisi, sestavil novou vládu. Ta nyní musí získat důvěru parlamentu.

24. dubna – neděle
- Papež Benedikt XVI. byl na slavnostní mši ve Vatikánu oficiálně uveden do svého úřadu.
- V iráckém městě Tikrít bylo při dvou útocích sebevražedných útočníků v automobilech zabito nejméně 9 lidí a zraněno 37. Mezi mrtvými jsou nejméně 4 příslušníci vládních bezpečnostních sil. K zodpovědnosti za tento útok se přihlásila irácká pobočka organizace al-Káida. Při dalších útocích v Bagdádu a Fallúdži byli zabiti i tři vojáci amerických okupačních sil.
- Nedaleko šiítské mešity v Bagdádu vybuchla nastražená bomba a krátce poté se v davu lidí u místa prvního výbuchu odpálil sebevražedný útočník v automobilu. Nejméně 15 lidí bylo zabito a 57 zraněno.
- V Iráku byl propuštěn pákistánský konzul Málik Muhammada Javed, unesený 9. dubna.
- V Saúdské Arábii proběhla poslední část voleb do místních rad, v nichž směli kandidovat i hlasovat jen muži. Rozhodovalo se jen o polovině členů rad, druhou polovinu jmenuje vláda. Volby, v nichž většinou zvítězili konzervativní kandidáti podporovaní islámskými učenci, bylo poznamenány relativně malou účastí voličů.
- V Afghánistánu byla veřejně popravena ukamenováním 29letá vdaná žena. K tomuto trestu byla odsouzena za údajnou nevěru. Údajně jde o první takový případ od svržení vlády hnutí Tálibán; za jeho vlády byl tento trest běžný.
- Svržený ekvádorský prezident Lucio Gutiérrez odletěl z Ekvádoru do Brazílie, která mu poskytla politický azyl.
- V Togu proběhly prezidentské volby, v nichž podle oficiálních výsledků zvítězil Faure Gnassingbe, syn bývalého prezidenta Gnassingbeho Eyadémy. Pozorovatelé však volby označili za neregulérní a opozice jejich výsledky neuznala.

25. dubna – pondělí
- Předsedové stran bývalé české vládní koalice – ČSSD, KDU-ČSL a US-DEU – podepsali smlouvu o politické spolupráci, která má umožnit vznik nové vlády v čele s dosavadním ministrem pro místní rozvoj Jiřím Paroubkem (ČSSD). Dosavadní předseda vlády Stanislav Gross následně podal demisi, kterou prezident Václav Klaus přijal.
- Český prezident Václav Klaus jmenoval novým předsedou vlády Jiřího Paroubka a o několik hodin později jmenoval i členy jeho vlády. V té došlo oproti vládě Stanislava Grosse ke změnám pouze na postech ministrů informatiky, pro místní rozvoj, zemědělství a ministra – předsedy legislativní rady vlády.
- V Bruselu byla dnes slavnostně podepsána smlouva o vstupu Bulharska a Rumunska do Evropské unie.
- Do rukou Mezinárodního trestního tribunálu pro bývalou Jugoslávii (ICTY) se dnes dobrovolně vydal bývalý náčelník generálního štábu jugoslávské armády Nebojša Pavković. Pavkovič je u ICTY obviněn z válečných zločinů, které měl spáchat v Kosovu během občanské války v letech 1998–1999.
- V Kazachstánu bezpečně přistálo návratové pouzdro ruské kosmické lodi Sojuz TMA-5 s tříčlennou rusko-americko-italskou posádkou na palubě. Na Zemi se v něm z pobytu na Mezinárodní vesmírné stanici (ISS) vrátili Leroy Chiao a Saližan Šaripov, kteří obývali ISS od října 2004. Třetím členem posádky Sojuzu byl Ital Roberto Vittori, který se do vesmíru podíval pouze na osm dní.
- V západním Japonsku vykolejil příměstský vlak společnosti West Japan Railway. Při neštěstí zahynulo nejméně 106 osob a přes 450 bylo zraněno.
- Vyšetřování americké armády dospělo k závěru, že vojáci USA postupovali správně, když 4. března zahájili palbu na automobil převážející na bagdádské letiště propuštěnou italskou novinářku Giulianu Sgrenovou. Sgrenová byla při incidentu raněna a vůdce skupiny italské zpravodajské služby byl zabit. Výsledek vyšetřování nebyl oficiálně zveřejněn, neboť Itálie s ním nesouhlasí.

26. dubna – úterý
- Libanon opustili poslední syrští vojáci a agenti. Syrská armáda v Libanonu pobývala od roku 1976.
- Zemřel český spisovatel Josef Nesvadba, jeden z nejznámějších českých autorů sci-fi.
- Irácká policie oznámila, že v oblasti jižně od Bagdádu zatkla 305 osob, které podezírá z účasti na teroristických útocích. Podle policie se již 85 zatčených přiznalo k terorismu, mezi nimi i 11 cizinců z Egypta, Palestiny a Súdánu.

27. dubna – středa
- Neznámí ozbrojenci dnes v Bagdádu zastřelili iráckou poslankyni Lamíu Chadúríovou, která byla členkou politického uskupení dosavadního premiéra Ajáda Alávího. Jde o první případ zabití člena nově zvoleného parlamentu. Při dalších útocích povstalců přišli o život nejméně 4 příslušníci vládních ozbrojených sil a dva civilisté.
- V Izraelem okupovaném Pásmu Gazy proběhl protestní pochod tisíců odpůrců plánované likvidace izraelských osad na tomto území.
- Nová vláda Silvia Berlusconiho získala důvěru poslanecké sněmovny italského parlamentu.
- Poražený kandidát opozice v prezidentských volbách v Togu Emmanuel Bob Akitani se v Londýně prohlásil prezidentem. Po skončení voleb, jejichž oficiální výsledky opozice neuznala, propukly v zemi krvavé srážky, které si vyžádaly nejméně 22 životů.
- Při srážce autobusu s vlakem na železničním přejezdu na Srí Lance zahynulo přes 50 cestujících v autobuse a na 40 dalších bylo zraněno.

28. dubna – čtvrtek
- Španělský parlament ratifikoval ústavu Evropské unie. Již v únoru se pro její schválení vyslovili španělští občané v referendu.
- Irácký parlament schválil novou vládu, kterou sestavil šiítu Ibráhím Džaafarí. Vláda nicméně není kompletní: šest postů v 37členném kabinetu, včetně klíčových funkcí ministrů obrany a ropného průmyslu, má být vzhledem k neshodám mezi politickými formacemi obsazeno později. Sestavení vlády musí být podle ústavy dokončeno do 7. května. V nové vládě je zastoupeno 16 šiítských Arabů, osm Kurdů, pět sunnitských Arabů, jeden křesťan a jeden Turkmenec. Ve vládě je šest žen.
- V Bagdádu ráno neznámí ozbrojenci zastřelili vysokého důstojníka iráckých zpravodajských služeb. V Tikrítu byli explozí automobilu naloženého výbušninami zabiti dva iráčtí vojáci a deset dalších vojáků včetně tří amerických bylo zraněno. Zraněno bylo i pět civilistů.
- Britský premiér Tony Blair oficiálně zveřejnil dobrozdání britského generálního prokurátora lorda Goldsmitha o legálnosti útoku na Irák, vypracované 7. března 2003. Goldsmith v něm doporučoval přijetí další rezoluce Rady bezpečnosti OSN, která by útok ospravedlňovala. Dosud utajované stanovisko předtím získal a zveřejnil britský tisk a Blair se stal terčem útoků opozice, že lhal, když tvrdil, že mezi stanovisky generálního prokurátora ze 7. a 17. března 2003 není žádný rozdíl. V pozdějším stanovisku generální prokurátor již potřebu nové rezoluce RB OSN nezmiňuje. Blair trvá na tom, že říkal pravdu.
- Bývalý ředitel americké Ústřední zpravodajské služby (CIA) George Tenet v proslovu na Kutztownské universitě vyjádřil politování nad svým sdělením prezidentovi Georgi Bushovi v roce 2002, že má jasné důkazy o iráckých zbraních hromadného ničení. „Byla to ta nejhloupější slova, která jsem kdy řekl,“ uvedl Tenet doslova. Údajnou existencí těchto zbraní odůvodnili USA a jejich spojenci útok na Irák v březnu 2003; zbraně však nikdy nalezeny nebyly.
- Italský senát vyjádřil důvěru nové vládě Silvia Berlusconiho. Ta získala již den předtím důvěru poslanecké sněmovny.

29. dubna – pátek
- Jan Kavan (ČSSD) oznámil založení Frakce sociálně demokratické levice, jejíž ustavující chůze bude 14. května. Frakce požaduje návrat k levicové politice. Jak se postaví k hlasování o důvěře vládě je zatím nejasné.
- USA a Itálie oficiálně oznámily, že se nedohodly na výsledku vyšetřování okolností smrti italského agenta Nicoly Calipariho. Toho 4. března zastřelili američtí vojáci, když zahájili palbu na automobil převážející na bagdádské letiště propuštěnou italskou novinářku Giulianu Sgrenovou. Sgrenová byla při incidentu raněna a Calipari, vůdce skupiny italské zpravodajské služby, byl zabit.
- Při sérii výbuchů náloží v Bagdádu a Madáínu zahynulo nejméně 20 lidí, z toho 15 příslušníků iráckých vládních ozbrojených složek a 5 civilistů. Řada civilistů byla zraněna. Při dalších útocích byli mj. zabiti tři američtí vojáci a zničena americká vojenská cisterna přepravující pohonné hmoty. Šéf organizace al-Káida v Iráku, Jordánec Abú Musab az-Zarkáví, dnes vyzval ve zvukové nahrávce šířené na internetu muslimy, aby zesílily útoku na americká vojska v Iráku.
- Ruský prezident Vladimir Putin přislíbil po jednání s palestinským prezidentem Mahmúdem Abbásem, že Rusko poskytne palestinským úřadům technickou pomoc včetně vrtulníků a komunikačního vybavení. Putin také podpořil svolání mezinárodní mírové konference o Blízkém východě. Ve stejný den palestinská policie zatkla dva členy militantní organizace Brigád mučedníků Al-Aksá, které podezírá z ostřelování židovských osad raketami.
- Bratislavský krajský soud zprostil bývalého ředitele Slovenské informační služby (SIS) Ivana Lexu obvinění v kauze tzv. mrtvých duší. Lexa byla podezříván, že zpronevěřil peníze z fondů SIS tím, že je nechal vyplácet fiktivním spolupracovníkům. Je to již několikátý osvobozující rozsudek v různých procesech s Lexou, který býval blízkým spolupracovníkem bývalého slovenského premiéra Vladimíra Mečiara. Dva případy, totiž údajná snaha o diskreditaci biskupství v Banské Bystrici a případ únosu syna tehdejšího slovenského prezidenta Michala Kováče do Rakouska, dosud nejsou pravomocně uzavřeny.

30. dubna – sobota
- V egyptské Káhiře se uskutečnilo dva teroristické útoky na turisty – nejdříve v centru města odpálil sebevražedný útočník nálož, později se dvě ženy pokoušely o střelbu na autobus turistů. Jedna útočnice poté zastřelila druhou a sama spáchala sebevraždu. Nejméně 10 turistů bylo zraněno. K útokům se přihlásily dvě islamistické organizace, ale není jasné, zda útoku skutečně organizovaly ony. Útoky kromě egyptských islámských duchovních odsoudila i radikální islámská organizace Muslimské bratrstvo.
- V jižním Iráku u města Samava, asi 300 km jižně od Bagdádu, byl nalezen masový hrob s asi 1500 mrtvými těly. Předpokládá se, že jde o Kurdy násilně přesunuté ze severu Iráku v roce 1987 či 1988. Oběti byly zřejmě postříleny samopaly.
- Irácký policejní důstojník, který si nepřál být jmenován, oznámil, že v minulých dnech bylo v řece Tigris jižně od Bagdádu nalezeno 20 mrtvých těl, některá s uřezanými hlavami. Oběti jsou údajně civilisté a objevily se spekulace, že by mělo jít o údajně zmizelé šiíty z města Madáín, které měly 15. dubna unést a zavraždit sunnitští povstalci. Podle nemocničních zdrojů byli však tito lidé zabiti již dva týdny před údajným incidentem v Madáínu. Při dnešních pumových útocích povstalců namířených proti americkým a iráckým vojenským cílům, zahynulo nejméně 5 lidí, zřejmě většinou civilisté.
- Americká armáda oznámila, že při náletu na údajnou základnu protivládních bojovníků ve středním Afghánistánu zabila čtyři povstalce a tři civilisty – muže, ženu a dítě. Další dvě děti, které američtí letci zranili, byly převezeny k ošetření na americkou vojenskou základnu.
- Nepálský král Gjánéndra zrušil mimořádný stav, který vyhlásil 1. února.
- Ve Vídni bylo zahájeno mistrovství světa v ledním hokeji, potrvá do 15. května.
- Letošním vítězem anglické nejvyšší fotbalové soutěže (Premier League) se stalo mužstvo FC Chelsea.